# 基隆天南星
基隆天南星（学名：Arisaema consanguineum subsp. kelung-insulare）是天南星科天南星属的植物，长行天南星之亞種，为台灣特有植物，分布在海拔1000至3200公尺之山區。
早田文藏於1915年時將基隆天南星視為一獨立的種，黄成就在1960年時將其移為长行天南星之變種，直至1999年Guy Gusman才將其視作长行天南星之亞種。